# Onkološki inštitut Ljubljana
Onkološki inštitut Ljubljana je osrednja slovenska zdravstvena ustanova za področje onkologije; tako nudi sekundarno in terciarno zdravljenje ter izobraževalno-raziskovalno dejavnost. V stavbi »D« Onkološkega inštituta se nahaja kapela Marije, Zdravja bolnikov.

## Zgodovina
Inštitut je bil ustanovljen leta 1937 kot Banovinski inštitut za raziskovanje in zdravljenje novotvorb, vendar je pričel delovati šele 1. avgusta 1938. Leta 1946 so inštitut preimenovali v sedanji naziv. Leta 1950 je bil kot četrta tovrstna služba na svetu ustanovljen Register raka.
Leta 2021 je Onkološki inštitut Ljubljana postal prva medicinska institucija v Sloveniji, ki je dobila dovoljenje za izvajanje klinične študije novega genskega zdravila za zdravljenje raka.